# Partecipanti al Tour de France 1965
Qui di seguito viene riportato l'elenco dei partecipanti al Tour de France 1965.

## Corridori per squadra
Nota: R ritirato, NP non partito, FT fuori tempo massimo
| Ford France-Gitane-Dunlop       | Ford France-Gitane-Dunlop       | Ford France-Gitane-Dunlop       | Flandria-Romeo      | Flandria-Romeo           | Flandria-Romeo      | Ferrys        | Ferrys                  | Ferrys        |
| ------------------------------- | ------------------------------- | ------------------------------- | ------------------- | ------------------------ | ------------------- | ------------- | ----------------------- | ------------- |
| 1                               | Lucien Aimar                    | R 9ª                            | 51                  | Walter Boucquet          | 21º                 | 91            | Fernando Manzaneque     | 25º           |
| 2                               | Arie den Hartog                 | R 9ª                            | 52                  | Willy Bocklant           | R 10ª               | 92            | Antonio Bertran         | 85º           |
| 3                               | Vincent Denson                  | 87º                             | 53                  | Frans Brands             | 8º                  | 93            | Eduardo Castello        | 44º           |
| 4                               | Pierre Everaert                 | R 10ª                           | 54                  | Julien Haeltermann       | R 15ª               | 94            | Rogelio Hernández       | 76º           |
| 5                               | Miche Grain                     | 83º                             | 55                  | Yvo Molenaers            | 81º                 | 95            | Esteban Martín          | 65º           |
| 6                               | Jean-Claude Lebaube             | 5º                              | 56                  | Peter Post               | R 9ª                | 96            | Ramón Mendiburu         | NP 13ª        |
| 7                               | Cees Lute                       | 67º                             | 57                  | Guido Reybrouck          | 54º                 | 97            | Luis Otaño              | 30º           |
| 8                               | Pierre Martin                   | R 9ª                            | 58                  | Georges Vandenberghe     | 39º                 | 98            | José Pérez Francés      | 6º            |
| 9                               | Anatole Novak                   | 66º                             | 59                  | Roland Van De Rijse      | 59º                 | 99            | Raul Rey                | 95º           |
| 10                              | Louis Rostollan                 | 20º                             | 60                  | Guillaume Van Tongerloo  | 80º                 | 100           | Juan García Such        | R 9ª          |
| Margnat-Paloma-Inuri-Dunlop     | Margnat-Paloma-Inuri-Dunlop     | Margnat-Paloma-Inuri-Dunlop     | Solo-Superia        | Solo-Superia             | Solo-Superia        | KAS-Kaskol    | KAS-Kaskol              | KAS-Kaskol    |
| 11                              | Jacques Bachelot                | 62º                             | 61                  | Armand Desmet            | NP 21ª              | 101           | Carlos Echeverría       | 53º           |
| 12                              | Federico Bahamontes             | R 10ª                           | 62                  | Noël Depauw              | 72º                 | 102           | Sebastián Elorza        | 26º           |
| 13                              | Gilbert Bellone                 | FT 15ª                          | 63                  | Henri Dewolf             | 40º                 | 103           | Francisco Gabica        | 10º           |
| 14                              | André Darrigade                 | 93º                             | 64                  | Jozef Planckaert         | 56º                 | 104           | Joaquín Galera          | 37º           |
| 15                              | Gines Garcia                    | 27º                             | 65                  | Edward Sels              | R 10ª               | 105           | Antonio Gómez del Moral | R 9ª          |
| 16                              | Albertus Geldermans             | R 10ª                           | 66                  | Edgar Sorgeloos          | 84º                 | 106           | Julio Jiménez           | 23º           |
| 17                              | Hans Junkermann                 | 28º                             | 67                  | Julien Stevens           | R 9ª                | 107           | José Antonio Momeñe     | 34º           |
| 18                              | François Le Her                 | 88º                             | 68                  | Michel Van Aerde         | 35º                 | 108           | Juan José Sagarduy      | 46º           |
| 19                              | Raymond Mastrotto               | 38º                             | 69                  | Bernard Van De Kerckhove | R 9ª                | 109           | Valentín Uriona         | 13º           |
| 20                              | Jean Milesi                     | 94º                             | 70                  | Rik Van Looy             | 31º                 | 110           | Eusebio Vélez           | R 10ª         |
| Mercier-BP-Hutchinson           | Mercier-BP-Hutchinson           | Mercier-BP-Hutchinson           | Wiel's-Groene Leeuw | Wiel's-Groene Leeuw      | Wiel's-Groene Leeuw | Molteni/Ignis | Molteni/Ignis           | Molteni/Ignis |
| 21                              | Frans Aerenhouts                | 61º                             | 71                  | Benoni Beheyt            | 47º                 | 111           | René Binggeli           | 49º           |
| 22                              | Jean-Louis Bodin                | 33º                             | 72                  | Gilbert Desmet 1         | 16º                 | 112           | Guido De Rosso          | 7º            |
| 23                              | Robert Cazala                   | 64º                             | 73                  | Gilbert Desmet 2         | 48º                 | 113           | Giacomo Fornoni         | 89º           |
| 24                              | Georges Chappe                  | R 10ª                           | 74                  | Gustaaf Desmet           | R 9ª                | 114           | Giuseppe Fezzardi       | 36º           |
| 25                              | Jean Gainche                    | 71º                             | 75                  | Karl-Heinz Kunde         | 11º                 | 115           | Gianni Motta            | 3º            |
| 26                              | Jean-Pierre Genet               | 75º                             | 76                  | Eddy Pauwels             | R 19ª               | 116           | Ambrogio Colombo        | 78º           |
| 27                              | Raymond Poulidor                | 2º                              | 77                  | Dieter Puschel           | R 9ª                | 117           | Adriano Durante         | 73º           |
| 28                              | Roger Swerts                    | 40º                             | 78                  | Jozef Timmermann         | 69º                 | 118           | Renzo Fontona           | 15º           |
| 29                              | Victor Van Schil                | 41º                             | 79                  | August Verhaegen         | 45º                 | 119           | Ambrogio Portalupi      | 63º           |
| 30                              | Rolf Wolfshohl                  | R 10ª                           | 80                  | Michael Wright           | 24º                 | 120           | Remo Stefanoni          | 74º           |
| Pelforth-Sauvage-Lejeune-Wolber | Pelforth-Sauvage-Lejeune-Wolber | Pelforth-Sauvage-Lejeune-Wolber | Televizier          | Televizier               | Televizier          | Salvarani     | Salvarani               | Salvarani     |
| 31                              | Henry Anglade                   | 4º                              | 81                  | Jo de Haan               | 77º                 | 121           | Vittorio Adorni         | R 9ª          |
| 32                              | Hubert Ferrer                   | 92º                             | 82                  | Jo de Roo                | 55º                 | 122           | Francis Blanc           | 79º           |
| 33                              | André Foucher                   | 18º                             | 83                  | Cees Haast               | R 17ª               | 123           | Felice Gimondi          | 1º            |
| 34                              | Georges Groussard               | R 3ª                            | 84                  | Huub Harings             | 32º                 | 124           | Italo Mazzacurati       | 68º           |
| 35                              | Joseph Groussard                | 96º                             | 85                  | Gerben Karstens          | 57º                 | 125           | Mario Minieri           | 91º           |
| 36                              | Jan Janssen                     | 9º                              | 86                  | Bas Maliepaard           | 51º                 | 126           | Diego Ronchini          | 86º           |
| 37                              | Jean-Claude Lefebvre            | 82º                             | 87                  | Henk Nijdam              | 50º                 | 127           | Arnaldo Pambianco       | 19º           |
| 38                              | François Mahé                   | 43º                             | 88                  | Leo van Dongen           | 90º                 | 128           | Pietro Partesotti       | 58º           |
| 39                              | Willy Monty                     | 42º                             | 89                  | Cees van Espen           | R 11ª               | 129           | Gilberto Vendemiati     | 70º           |
| 40                              | Johnny Schleck                  | 52º                             | 90                  | Rik Wouters              | 29º                 | 130           | Roland Zoeffel          | R 15ª         |
| Peugeot-BP-Michelin             |                                 |                                 |                     |                          |                     |               |                         |               |
| 41                              | Ferdinand Bracke                | R 11ª                           |                     |                          |                     |               |                         |               |
| 42                              | Raymond Delisle                 | R 11ª                           |                     |                          |                     |               |                         |               |
| 43                              | Henri Duez                      | 14º                             |                     |                          |                     |               |                         |               |
| 44                              | Désiré Letort                   | R 13ª                           |                     |                          |                     |               |                         |               |
| 45                              | Michel Nedelec                  | R 6ª                            |                     |                          |                     |               |                         |               |
| 46                              | Roger Pingeon                   | 12º                             |                     |                          |                     |               |                         |               |
| 47                              | Tom Simpson                     | R 20ª                           |                     |                          |                     |               |                         |               |
| 48                              | Angelino Soler                  | 22º                             |                     |                          |                     |               |                         |               |
| 49                              | Georges Vanconingsloo           | FT 11ª                          |                     |                          |                     |               |                         |               |
| 50                              | André Zimmermann                | 17º                             |                     |                          |                     |               |                         |               |